# Тюльбашев, Сергей Анатольевич
Серге́й Анато́льевич Тюльба́шев (род. 6 сентября 1965, в селе Султанрабат, Чимкентской области Казахской ССР) — российский астрофизик и радиоастроном, доктор физико-математических наук, директор Пущинской радиоастрономической обсерватории Астрокосмического центра ФИАН.

## Биография
Родился 06.09.1965 в селе Султанрабат Чимкентской области КазахскойССР.
В 1982 году окончил среднюю школу в городе Эртиль Воронежской области. После службы в армии в 1986 году поступил на отделение астрономии физического факультета Московского государственного университета им. М. В. Ломоносова. В 1992 начал работать в Пущинской радиоастрономической обсерватории Астрокосмического центра ФИАН.
В 1997 году защитил кандидатскую диссертацию по теме «Исследование ядер активных галактик методом межпланетных мерцаний на частоте 102,5» МГц
В 2009—2017 годах являлся представителем РАН в Международном союзе электросвязи (МСЭ), являющимся подразделением ООН. В МСЭ представлял интересы России в Рабочей группе (РГ) «Радиоастрономия» в 7-й исследовательской комиссии «Научные Службы»
.
В 2015 году защитил докторскую диссертацию по теме «Свойства компактных радиоисточников по наблюдениям в метровом диапазоне волн».
Преподает на факультете астрофизики и радиоастрономии Пущинского государственного естественно-научного института.
Член диссертационного совета Д 002.023.01.
С 2020 года — директор Пущинской Радиоастрономической Обсерватории Астрокосмического центра ФИАН (ПРАО АКЦ ФИАН).

## Научные интересы и достижения
Наблюдательная радиоастрономия и астрофизика: исследование компактных радиоисточников методом межпланетных мерцаний, космология и физика компактных радиоисточников, поиск и исследование гигантских радиогалактик, исследование межпланетной плазмы, поиск и исследование пульсаров.
- Совместно с В. С. Артюхом С. А. Тюльбашевым показано, что большая часть наблюдаемых на метровых волнах компактных (мерцающих на неоднородностях межпланетной плазмы) радиоисточников являются квазарами с крутыми спектрами. Их космологическая эволюция отличается от космологической эволюции радиогалактик. По сравнению с радиогалактиками, рождение которых было растянуто по времени, время возникновения квазаров с крутыми спектрами меньше.

- Получены оценки плотностей потоков более 700 компактных (мерцающих) радиоисточников в метровом диапазоне длин волн. Оценены некоторые физические параметры заметной доли таких источников из разных выборок. Установлены ограничения на применимость модели однородного компактного источника к реальным источникам.

- В рамках программы «Космическая Погода» С. А. Тюльбашевым совместно с В. И. Шишовым и В. И. Чашеем проведены многолетние мониторинговые наблюдения нескольких тысяч компактных радиоисточников. При попадании на луч зрения выброса корональной массы или коротирующей структуры, происходит усиление межпланетных мерцаний. Если ежедневно наблюдаются тысячи источников, то на картах, показывающих индексы мерцаний компактных источников, наблюдаются дуги, отражающие проход через луч зрения выбросов, связанных с повышенной солнечной активностью. Построена и протестирована схема, которая позволяет в режиме реального времени оценить скорость выброса корональной массы и предсказать время прихода этих выбросов к Земле[10][11].

- Исследованы известные гигантские радиогалактики, которые в настоящий момент времени являются самыми большими известными связанными объектами во Вселенной. Открыты десятки объектов этого типа, имеющих линейные размеры от 500 кпс и более.

- С 2015 г. Тюльбашев С. А. возглавляет проект по поиску пульсаров и транзиентов. Это одна из самых технически сложных задач наблюдательной радиоастрономии. Осуществление этой задачи стало возможным благодаря модернизации антенны БСА ФИАН[12], после которой её чувствительность выросла в 3-4 раза, и мониторинговым наблюдениям, проводимым на этой антенне с 2014 года. На текущий момент Тюльбашевым вместе с соавторами опубликованы статьи об открытии более 60 пульсаров[13] и вращающихся транзиентов[14].

## Печатные труды
Является автором около 70 научных работ, опубликованных в рецензируемых журналах.

### Перечни публикаций
- Перечень публикаций на сайте ФИАНа
- Перечень публикаций в РИНЦ
- Перечень публикаций по проекту поиска пульсаров